# معبد أوميوا
معبد أوميوا (باليابانية: 大神神社) هو جينجا شنتو يقع في ساكوراي، محافظة نارا، اليابان. المعبد مخصص لعبادة جبل ميوا الذي يقع عليه. يعد معبد أوميوا أحد أقدم المعابد الشنتوية الباقية في اليابان، ويستمر في ممارسة عبادة الطبيعة على النحو الذي كان متبعا قبل وصول البوذية إلى اليابان. ويسمى أحيانًا بأول معبد في اليابان. تشير المصادر التراثية إلى أن الإله المكرس للمعبد هو أومونونوشي-نو-أوكامي، هو ثعبان صغير جذاب يقدسه الناس باعتباره كامي الصناعة والطب وتخمير الساكي.
يحتوي المعبد على قاعة عبادة (拝殿، هايدين)، تقف أمام القاعة شجرة أرز اسمها مينوكاميسوغي. ويُعتقد أن ثعبانا يجسد الإله المكرس يعيش في الشجرة. وغالبا ما يضع المصلون بيضا عند الشجرة، حيث يُقال إنه الطعام المفضل للثعبان، وذلك كوسيلة لكسب رضى الإله. ولكن لا يوجد مكان لإيواء الإله (神殿، شيندين) في المعبد.